# Sabal palmetto
Pour les articles homonymes, voir Palmetto.
Espèce
Classification phylogénétique

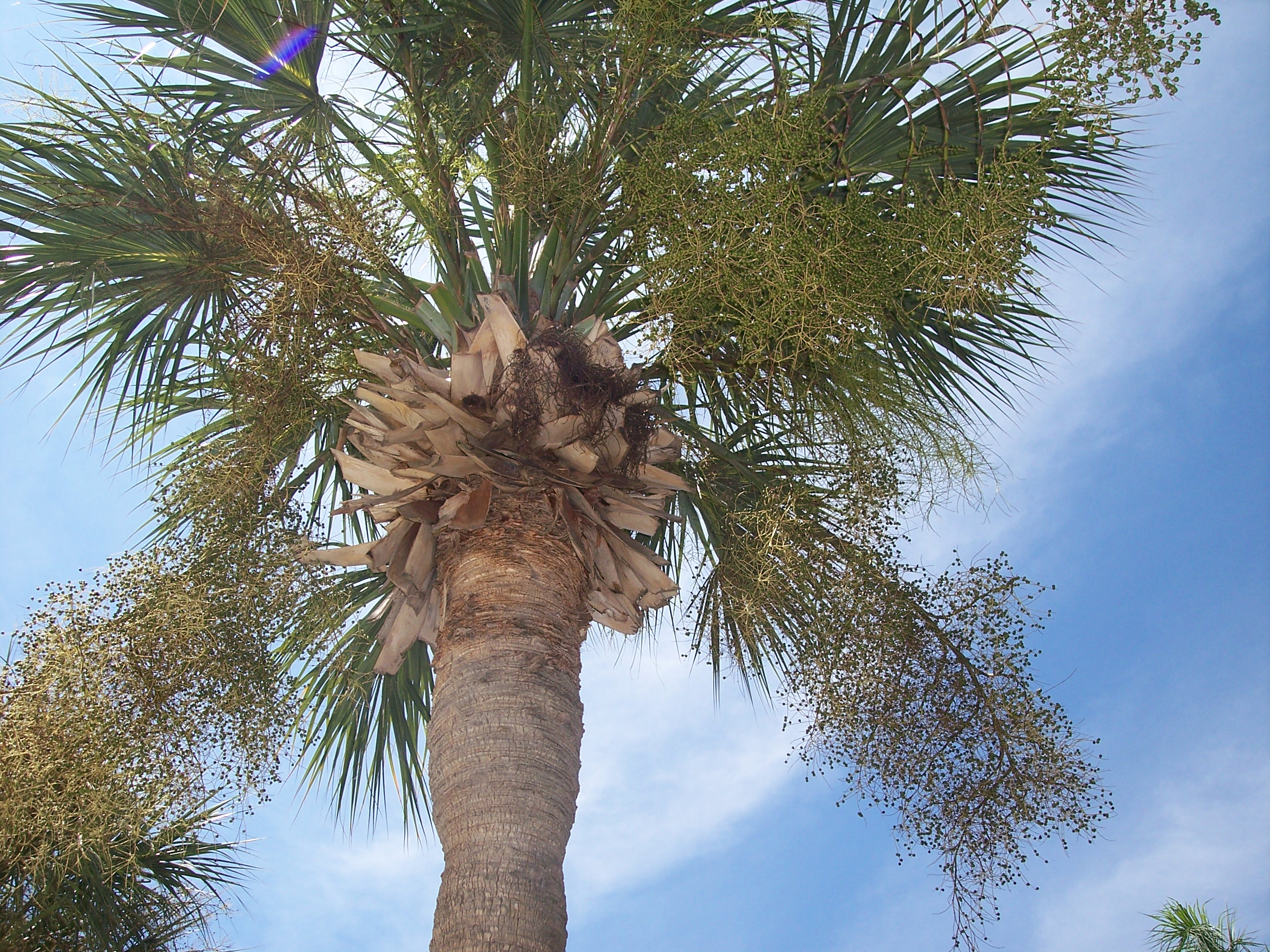
Infrutescence du Sabal palmetto.

Sabal palmetto est une espèce de plantes de la famille des Arecaceae (les palmiers), originaire du Sud des États-Unis et d'Amérique centrale. Il appartient au genre Sabal.
On l'appelle communément chou palmiste ou par son seul nom spécifique, palmetto.

## Description
- Stipe : Sabal palmetto est un palmier au stipe unique dont la hauteur varie de 5 à 20 mètres. Le stipe atteint parfois 40cm de diamètre. Il est gris, crevassé et recouvert pendant longtemps des bases pétiolaires marcescentes.
- Couronne : Elle comprend environ une vingtaine de feuilles
- Feuilles : Les feuilles sont costapalmées. Elles sont composées d'une soixantaine de segments rigides scindés à la base sur une partie de leur longueur. Le pétiole est robuste, vert et lisse, et mesure parfois 2 mètres. Les feuilles mesurent jusqu'à 1,5 m de large et sont d'une couleur vert bleutée et glauque.
- Inflorescence : Sabal palmetto est monoïque. Les inflorescences sont annuelles et interfoliaires. Elles sont ramifiées, arquées et dépassent de la couronne de palmes.
- Fruits : Les fruits sont noirs, et contiennent une graine lisse et marron faisant à peu près 1 cm de diamètre. Ils sont comestibles. La chair est farineuse.

## Habitat et distribution

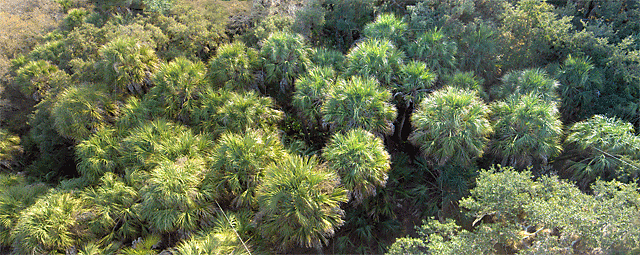
Forêt de Sabal palmetto en Floride.

On trouve Sabal palmetto couramment dans la Caroline du Nord, en Caroline du Sud, en Floride, à Cuba et aux Bahamas. Il est abondant en Floride.
Sabal palmetto pousse dans les sols humides près de la mer, mais également dans les dunes, le long des rivières ainsi que dans les zones humides et inondées.
Sa bonne résistance au froid en fait également un palmier très apprécié dans les régions plus tempérées. On le retrouve souvent planté en ornement dans les jardins d'Europe du Sud.

## Reproduction
Sabal palmetto fleurit d'avril à août, suivant la latitude. Il est pollinisé par les insectes. Les fruits se développent jusqu'à leur maturité durant l'hiver. Ce sont les oiseaux et les petits mammifères qui mangent les fruits et assurent ainsi sa dispersion.

## Culture
- Sabal palmetto est très résistant à la salinité, et supporte une inondation du sol. Il est également assez rustique (sa rusticité est même excellente pour un palmier), il résiste à des températures négatives de -10 °C, voire pour certaines variétés et dans de bonnes conditions, -14 °C.
- Sabal palmetto affectionne les sols riches en calcium et neutres. Il aime les sols drainés.
- L'espèce est facile à cultiver en pot.

## Utilisation
La principale utilisation de cet arbre est liée à sa valeur ornementale. Mais Sabal palmetto est également couramment cultivé à Hawaii où il est utilisé dans la production de biens artisanaux. Autrefois, on fabriquait avec ses palmes, des paniers, des chapeaux et son bois servait dans la construction des habitations. On trouve également un miel produit par les abeilles qui butinent les fleurs de Sabal palmetto.

## Synonymes
- Corypha palmetto Walter
- Inodes palmetto (Walter) O.F.Cook
- Inodes schwarzii O.F.Cook
- Sabal blackburniana Schult. & Schult.f.
- Sabal jamesiana Small
- Sabal parviflora Becc.
- Sabal viatoris L.H.Bailey

## Curiosité
- Sabal palmetto est l'emblème du drapeau de la Caroline du Sud et de la Floride.